# Логічний комп'ютер на ім'я Джо
 «Логічний комп'ютер на ім'я Джо» (англ. A Logic Named Joe) — науково-фантастичне оповідання Маррі Лайнстера, яке вперше було опубліковане в березні 1946 року в журналі Astounding Science Fiction. Твір був надрукований під справжнім прізвищем Лайнстера — Вільям Фіцджеральд Дженкінс. Розповідь, написана на самому початку  комп'ютерної ери, примітна пророкуванням появи  персональних комп'ютерів з виходом в Інтернет і проблем, пов'язаних з їх використанням.

## Сюжет
Оповідання в оповіданні ведеться від імені майстра по ремонту «логіків» (комп'ютерів) на прізвисько Каченя. Логік, якого оповідач називає Джо, через невелику технічну помилку при складанні знаходить особистість і починає проявляти власні амбіції. Зібравши інформацію з «резервуара» (центрального  інформаційного сховища, що містить всі відомі людям факти і всі отримані логіками висновки з цих фактів), Джо починає її вільно поширювати по  комп'ютерній мережі, відключивши при цьому всі  фільтри вмісту. Таким чином, в мережі вільно поширюються рекомендації по організації ідеальних вбивств, автоматів по підробці грошей, які не відрізняються від справжніх, методи шахрайства … Зрештою Каченя рятує людську цивілізацію, відключивши Джо від мережі.

## Публікації
Після першої журнальної публікації оповідання було надруковане в збірках  The Great Science Fiction Stories  (1946),  Sidewise in Time  (1950),  The Best of Murray Leinster  (Del Rey, 1978), ' 'First Contacts' '(1998),' 'A Logic Named Joe' '(2005), а також в ' ' Machines That Think' ' (1984) з примітками  Айзека Азімова тощо.